# Mistress America
Mistress America là một phim hài của Hoa Kỳ được đạo diễn và biên kịch bởi Noah Baumbach và Greta Gerwig năm 2015. Bộ phim được phát hành bởi Fox Searchlight Pictures.

## Diễn viên
- Greta Gerwig trong vai Brooke Cardinas
- Lola Kirke trong vai Tracy Fishko
- Heather Lind trong vai Mamie-Claire
- Cindy Cheung trong vai Karen
- Jasmine Cephas Jones trong vai Nicolette
- Matthew Shear trong vai Tony
- Kathryn Erbe trong vai Stevie Fishko
- Michael Chernus trong vai Dylan
- Rebecca Henderson trong vai Anna
- Rebecca Naomi Jones trong vai Party Hostess
- Mickey Sumner trong vai  Brooke giả mạo

## Phát hành
Hãng phim Fox Searchlight Pictures đã dành được bản quyền phát hành phim vào ngày 9 tháng 1 năm 2015. Mistress America được công chiếu tại Liên hoan phim Sundance từ ngày 24 tháng 1 năm 2015 ,  và được phát hành tại Hoa Kỳ từ 14 tháng 8 năm 2015. Bộ phim cũng được phát hành tại Hoa Kỳ dưới dạng đĩa DVD và Blu-ray từ ngày 1 tháng 12 năm 2015.